# Awanhard Charków
Awanhard Charków (ukr. Футбольний клуб «Авангард» Харків, Futbolnyj Kłub "Awanhard" Charkiw) – ukraiński klub piłkarski z siedzibą w Charkowie.

## Historia
Chronologia nazw:
- ????—...: Awanhard Charków (ukr. «Авангард» Харків)

Piłkarska drużyna Awanhard została założona w mieście Charków.
W 1938 zespół startował w rozgrywkach Pucharu ZSRR.
Również występował w rozgrywkach lokalnych. Następnie został rozwiązany. Po II wojnie światowej nazwę Awanhard przyjął klub Metalist Charków, który w nosił taką nazwę w latach 1949–1966.

## Sukcesy
- 1/128 finału Pucharu ZSRR:

1938

## Inne
- Metalist Charków